# Carl Peters
Carl Peters [pétərs], nemški raziskovalec Afrike in kolonialni politik, * 27. september 1856, Neuhaus , Spodnja Saška, † 10. september 1918, Bad Harzburg, Braunschweig, Nemčija.
Carl Peters je ustanovitelj nemških kolonialnih ozemelj v Afriki. Leta 1884 je pridobil osrednja območja poznejše kolonije Nemška vzhodna Afrika, za katera si je dal 1885 izstaviti cesarsko garantno pismo. Leta 1888 je vodil ekspedicijo v vzhodno Afriko, kjer je s plemenskimi poglavarji sklenil sporazume, ki so Nemški vzhodni Afriki omogočali pridobiti veliko novega ozemlja. Njegov načrt o velikem nemškem kolonialnem imperiju v vzhodni Afriki je propadel 1890 s helgolandsko-zanzibarskim sporazumom. V letih 1891–1893 je bil cesarski komisar (Reichskommissär) za območje Kilimandžara. Med domorodci je bil zaradi nečlovečnosti in okrutnosti zelo osovražen. V letih 1899–1905 je raziskoval območje Zambezija. O svojih potovanjih je napisal več potopisov.